# Vișina Nouă
Vișina Nouă is een Roemeense gemeente in het district Olt.
Vișina Nouă telt 2035 inwoners.